# Nuria Gallardo
Nuria Gallardo Novillo (n. Madrid; 1967) es una actriz española.

## Biografía
Hija de los actores Manuel Gallardo y María Jesús Lara y formada junto a William Layton en el Laboratorio de Teatro y en La central de Cine con Macarena Pombo.
Se inicia en la interpretación siendo todavía una niña, debutando en Televisión española con el espacio Almudena o historia de sus personajes de Miguel Picazo (1975). En años sucesivos interviene en obras de teatro televisado, contenidas en el espacio Estudio 1, destacando sus papeles de la niña sordomuda y ciega Hellen Keller en El milagro de Ana Sullivan (1978) y Doña Inés en Don Juan Tenorio (1983).
En 1978 interpreta a Neleta niña en la adaptación para TVE de Cañas y barro, la obra de Vicente Blasco Ibáñez. En 1982 interpreta a la niña huérfana Elodia en cinco capítulos de la serie de TVE La Máscara Negra. En 1983 interpreta a la niña Rilka en el largometraje Un genio en apuros, protagonizada por el humorista Eugenio. Ya en su etapa adulta intervino en las series La virtud del asesino (1997), Un chupete para ella (2000-2001), El Comisario (2004-2005) e Isabel (2012-13), dirigida por Jordi Frades por la que fue nominada a los XXIII Premios de la Unión de Actores (2014).
Su paso por el cine es casi testimonial y su filmografía no supera la media docena de títulos, destacando entre ellos Mambrú se fue a la guerra (1986), El viaje a ninguna parte (1986) (ambas de Fernando Fernán Gómez) y Oficio de muchachos, de Carlos Romero Marchent.
Por el contrario, desde su temprana juventud se ha consagrado como una sobresaliente intérprete teatral, participando en numerosos montajes. Sus últimos trabajos más notables encima de las tablas han sido: La casa de Bernarda Alba (2006-07) dirigida por Amelia Ochandiano, Sonata de Otoño, dirigida por José Carlos Plaza (2008-09), El tiempo y los Conway (2010-11), dirigida por Juan Carlos Pérez de la Fuente. También cabe destacar el trabajo realizado en Recortes, dirigida por Mariano Barroso en 2012. En 2012-14 ha intervenido en La verdad sospechosa, dirigida por Helena Pimenta con la Compañía Nacional de Teatro Clásico, que le ha valido el premio como Mejor Actriz de reparto en la XXIII edición de los Premios de la Unión de Actores (2014).

## Obras de teatro (selección)
- El pato silvestre, de Ibsen, con dirección de José Luis Alonso de Santos (1982).
- Don Juan Tenorio de José Zorrilla, dirigida por Miguel Narros (1983-1984).
- Luces de bohemia de Valle-Inclán, dirigida por Lluís Pasqual (1985).
- El sueño de una noche de verano de Shakespeare, dirigida por Miguel Narros (1986).[2]
- Antígona, de Salvador Espriu, dirigida por Joan Ollé (1986).
- Los enredos de Scapin, de Molière.
- El cántaro roto (1981), de Heinrich von Kleist dirigida por Pedro Mari Sánchez (1992).
- Morirás de otra cosa, de Manuel Gutiérrez Aragón (1993).
- Marat-Sade, de Peter Weiss dirigida por Miguel Narros (1994).
- Fortunata y Jacinta de Benito Pérez Galdós, (1994).[3]
- La resistible ascensión de Arturo Ui, (1995)[4]
- Seis personajes en busca de autor de Luigi Pirandello, (1995).
- La venganza de Tamar, de Tirso de Molina, dirigida por José Carlos Plaza (1988).
- La Estrella de Sevilla, de Lope de Vega (1998).
- La vida es sueño de Calderón de la Barca (2000).
- Tío Vania de Anton Chéjov, bajo la dirección de Miguel Narros (2002).
- Tirano Banderas de Valle-Inclán (2004).
- Sonata de otoño (2008), de Ingmar Bergman, con dirección de José Carlos Plaza.
- El tiempo y los Conway (2012), de J.B. Priestley
- La venganza de don Mendo (2012), de Pedro Muñoz Seca.
- Recortes (2012), de Mariano Barroso.
- La verdad sospechosa (2012/13/14), de Ruiz de Alarcón, dirigida por Helena Pimenta.
- Recortes (2015), de Juan Cavestany.
- El alcalde de Zalamea (2015), de Calderón de la Barca.
- El perro del hortelano (2016), de Lope de Vega.
- La Dama Duende (2017), de Calderón de la Barca.